# Troposporopsis rigidospora
Troposporopsis rigidospora är en svampart som först beskrevs av R.F. Castañeda & W.B. Kendr., och fick sitt nu gällande namn av Whitton, McKenzie & K.D. Hyde 1999. Troposporopsis rigidospora ingår i släktet Troposporopsis, divisionen sporsäcksvampar och riket svampar.   Inga underarter finns listade i Catalogue of Life.